# 约翰·怀南特
约翰·吉尔伯特·怀南特（英語：John Gilbert Winant；1889年2月23日—1947年11月3日），美国共和党黨員、美國陸軍航空勤務隊退役上尉，第二次世界大战期间担任美国社会保障署署长、美国驻英国大使。1947年自杀身亡。